# 후세 다쓰지
후세 다쓰지(일본어: 布施辰治, 1880년 11월 13일 ~ 1953년 9월 13일, 미야기현 이시노마키시 출생)는 미야기현 이시노마키시 출신의 일본의 인권변호사, 사회운동가, 식민지 독립운동가이다. 후세 다츠지라고도 번역한다.
2004년, 일본인으로서는 최초로 대한민국 건국훈장(애족장)을 수여받았다.

## 이력
미야기 현 이시노마키 시의 농가에서 3녀 2남중 막내로 태어났다. 부친 에이지로 선생은 자유민권운동을 지지했으며, 철학, 역사, 문학, 기독교에 걸쳐 폭넓게 독서로써 공부한 인문학 지식인이었다. 후세 변호사는 부친이 읽으시던 인문학 책들을 읽기를 하여 자신의 생각을 만들었다. 심상 소학교 졸업 후에는 고등과에서 공부하지 않고, 서당에서 배운 묵자의 생각(차별없는 사랑)에 대해 곰곰이 생각한 후세 변호사는 차별없는 사랑을 함으로써, 일제의 억압과 차별을 받는 식민지 인민 또는 민중인 조선인과 연대해야 한다고 생각했다. 대학생일 때에는 기독교 사상가인 우치무라 간조, 기독교 사회주의자들인 고우도쿠 슈스이, 아베 이소오 등의 영향을 받았고, 부친으로부터 민주주의에 기반을 한 다양한 생각들을 배웠다. 일본으로 유학온 조선인 유학생들과의 만남은 식민지 조선의 지식인들의 민족의식을 배우는 시간이었다. 자신들의 출세가 아닌, 민족을 위해 공부하는 학생들과의 만남은 일제의 억압을 받는 식민지 민중인 조선 사람들과의 연대를 하는 사회주의 운동의 뿌리였다. 1917년 러시아 혁명을 본 그는 일본 제국의 식민주의가 식민지 조선에서의 지주, 자본의 구조 착취임을 깨닫고, 새로운 질서 곧 사회주의로써 조선사람들이 해방될 것이라고 생각하였으며, 자신의 생각을 조선 민중들과의 연대로써 행동에 옮김을 하였다.(이규수(2017):183)
]1899년 메이지 대학교(당시 메이지 법률학교)에서 자신의 생각을 이루기 위해 철학과 법학을 공부하여,  1902년에 메이지 대학을 졸업하고 사법관 시보(현재의 검사)가 되어 우쓰노미야 지검에 부임한다. 
그러나 동반 자살 미수로 자수한 어느 어머니를 살인미수로 기소해야 하는, 여식과 동반 자사를 하도록 하는 사회구조는 바뀌지 않고, 딸과의 동반 자사가 미수에 그친 어머니를 살인미수로 기소해야 하는 현실을 보며, 법률의 사회적인 미비와 적용에 회의를 느끼다가 검사직을 사임하고 변호사가 된다. 일본 히토쓰바시대학교 한국학연구원에서 교육노동자로 일하는 이규수 교수에 의하면, "검사의 일을 늑대와 같다"라고 생각할 정도로 양심이 불편했다고 한다.   

## 인권 변호사로서의 활약

### 민중의권리투쟁 옹호
변호사 개업 후 인도주의와 사회는 평등해야 한다는 믿음인 사회주의 사상으로써 일본내에서는 농민, 노동자, 부라쿠민 등의 권리보호를 위해 투신하였고, 국외에서는 한반도, 타이완 등 식민지에서의 민족 및 민중의 권리보호를 위한 각종 사건에 투신하였다.
그가 맡은 주요한 사건은 도쿄시 전기공사 요금인상 반대소요사건(1906년), 도쿄시 전기공사 파업투쟁(1911년) 쌀소동(1918년), 천주 사건, 가마이시(釜石) 광산, 아시오(足尾) 동산, 야하타 제철소 파업사건(1919년), 군대 적화 사건(1921년), 제1차 공산당 사건, 간토대지진의 아마카스 사건, 박열 대역사건(1926년), 조선 공산당 사건, 타이완 농민조합 소요사건 등이 있다. 일본판 인혁당 사건인 대역사건의 변호도 생각했지만, 법원으로부터 변호활동을 거절당하여 변호를 하지는 못했다.

### 3.15사건 변호
그가 맡은 사건중 가장 파장이 컸던 사건은 일본 공산당에 대한 대대적인 탄압인 1932년의 3.15 사건이었다. 이 사건에서 법정에서 권력을 격렬하게 비판한 그는 법정모독의 징계재판을 받고, 변호사 자격을 박탈당한다.
이듬해인 1933년에는 신문지법 위반으로 3개월 금고형을 받고, 1939년에는 치안유지법 위반으로 징역형을 2년 선고받고 복역했다. 일본의 패전 후 변호사 자격을 회복한 그는 전후에도 미타카 사건, 마츠가와 사건, 피의 메이데이 사건등 사회운동에 적극적으로 활동하였다.

### 조선에서의 활동

#### 조선의 독립투쟁과 민중운동 옹호
한국강제병합을 일본 제국주의의 자본주의적 침략으로 규정한 그는 한국의 독립 운동과 민중 운동을 적극 지지하였다. 1911년에는 〈조선의 독립운동에 경의를 표함〉이라는 글을 이유로 한 독립 운동 혐의로 일본 경찰의 조사를 받는다..

#### 독립운동가 변호
1919년, 재일 조선 유학생들이 선포한 2.8 독립선언의 주역인 최팔용, 송계백등 조선청년독립단의 변호를 맡았다.
1920년대에는 의열단원으로 일본황궁의 니쥬바시에 폭탄을 던진 이중교 투탄의거를 일으킨 김지섭 의사의 변호를 맡았다. 그는 또한 관동대지진시 조선인 학살사건이 일본군 계엄사령부와 경찰에 의한 "조선인 폭동조작"이었음을 비판하다가, 조선인 노동이민들을 조선인들이 폭동을 일으키려고 했다느니, 우물에 독을 탔다느니 하는 거짓소문으로써 일본사람들의 인종혐오범죄인 조선인 학살사건을 일으킴으로써 간토 대지진으로 나빠진 민심의 희생양으로 삼은 치안당국에 의해 요주의 인물로 지목되었고, 진상조사를 위해 노력하였다.
1926년에는 천황가 암살을 기획한 이른바 대역사건의 모의로 체포된 박열과 가네코 후미코의 변론을 맡기도 하였고 박열을 옹호하는 글을 나카니시 이노스케와 함께 쓰기도 했다. 

#### 농민들과 연대하다(1926년)
일본 제국이 동양 척식 주식 회사를 설립하여 토지 조사 행위를 명분으로 조선농민들의 토지를 빼앗을 때에는 나주지역 농민들을 위해 510만평 토지반환소송을 제기하여, 총독부의 토지조사행위를 합법을 가장한 사기로 규정하였다. 후세 변호사가 변호인으로 참여한 나주시 궁삼면 토지 회수투쟁사건은 봉건 지배층인 지주들이 동양척식주식회사와 손을 잡고 농민들의 토지를 불법 매수하여, 농민들의 토지 소유권을 침해한 사건이었기 때문이다. 당연히 농민들은 토지소유권 확인소송과 토지소유권 청구소송을 하는 재판으로써 싸웠지만, 동양척식주식회사가 토지조사사업을 구실로 토지소유권을 농민들로부터 빼앗은 현실을 보았을 뿐, 땅을 되찾지 못했다.  그래서 농민들은 자신을 "프롤레타리아의 친구, 변호사계의 반역자"라고 소개한 후세 변호사의 변호사 개업광고를 생각하여, 대표를 일본에 보내기로 하였다. 
농민 대표들은 전남 나주시 궁삼면에서 일본까지 농민들이 쓴 서약서와 토지회수불납동맹혈서를 가지고 후세 변호사를 찾아갔다. 당연히 후세 변호사는 자신을 믿고, 치밀하게 재판을 준비한 농민들의 열정에 무척 감동하여 "무산계급의 맹장"(조선인 독립운동 활동가들의 평가)이 되었다. 실제로 그는 조선을 방문하여, 토지조사사업과 불법 매수로써 치밀하게 계획을 한 조선총독부의 토지 수탈로 인한 "식민지 농민들의 생활고와 식민지 피지배계급에 대한 식민지 정책의 억압에 분개"하였다. (이규수(2017):186-187) 3년전인 1923년에 전남 신안군 암태면 소작농민들이 일제와 손을 잡은 봉건지배계급인 지주 문 씨에 소작료 인하투쟁 및 목포시 지방법원 앞에서의 구속자 석방투쟁으로써 저항하는 소작농민투쟁을 했음(신안 암태도 소작쟁의)을 생각한다면, 삭민지 농민들이 자신들의 권리를 위해 식민주의 및 식민주의와 손을 잡은 봉건 지배계급과 싸울 정도로 계급투쟁 의식이 깨인 시기가 1920년대였음을 짐작한다.

#### 모든 차별로부터 해방하라
천민차별철폐를 위한 단체인 형평 운동에도 참여하는등, 한반도와 타이완의 식민지 민족문제와 계급, 신분 차별 문제등에 적극적으로 참여하였다.

#### 재일 한국인 사건 변호
광복 후에는 한신교육투쟁사건, 도쿄 조선 고등학교 사건등 재일 조선인 또는 재일 한국인과 관련된 사건의 변론을 도맡았다. 1946년에는 일제로부터 광복한 한국을 위해 《조선건국 헌법초안》을 저술하였다. 법이 국가의 통치원리를 담은 것임을 생각한다면, 한국이라는 새로운 국가공동체를 어떻게 만들어갈 것인지 생각했을 것이다.

## 사후
후세 다쓰지의 활동은 역사교훈실천운동대표인 정준영이 1999년 일본 방문 중 발견한 《어느 변호사의 일생》이라는 서적을 통해 알려졌다. 
국내에서는 2001년경부터 "대한민국 정부 수립에 공로가 큰 사람이나 나라의 기초를 공고히 한 사람에게 수여하는"국민훈장을 수여하는 서훈 추진이 이루어졌으나, 일본과의 역사 교과서 문제, 독도 문제등 일본과의 외교 사항과 당시까지 일본인 독립유공자가 없었던 점, 사회주의 운동 전력등의 이유로 보류되어 오다, 2004년 10월 대한민국 정부에 의해 건국훈장 애족장 수여가 결정되었다. 조선인 독립운동가들이 "우리의 변호사 후세 다츠지"라고 부르면서 일제의 억압을 받은 조선의 민중, 노동자들과 노동인권운동(노동산업희생자 구원회), 차별로부터의 해방운동(형평사 대회 강연), 치안유지법 위반 사건인 조선 공산당 사건 변호활동으로써 연대한 후세 변호사의 삶을 존경했으므로, 그의 서훈은 민족을 떠나 당연한 것이었다.
이시노마키시 문화회관 2층에는 법복과 법관, 자필 등 몇 안되는 그의 유물이 상설 전시되어 있다. 또한, 이시노마키 역에서 좀 떨어진 아케보노미나미 공원(あけぼの南公園)에 그를 기념하는 현창비가 건립되어 있다.

## 상훈
- 2004년 대한민국 건국훈장 애족장